# Трима братя, три сестри
Трима братя, три сестри (на испански: Pasion de gavilanes) е колумбийска теленовела, състояща се от два сезона, първият – от 2003-2004 г., и вторият – от 2022 г., продуцирана от Ар Ти И Телевисион за Телемундо и Каракол Телевисион, последната само за първи сезон. Версията на първия сезон, написана от Хулио Хименес, е базирана на колумбийската теленовела от 1994 г. Тихите води, написана от същия; вторият сезон е създаден по оригинална история от Хименес и Иван Мартинес.
В главните роли са Дана Гарсия, Марио Симаро, Паола Рей, Алфонсо Баптиста, Майкъл Браун и Наташа Клаус.

## Сюжет

### Първи сезон
Бернардо Елисондо е собственик на ранчо, където живее със съпругата си, доня Габриела, и дъщерите им, Норма, Химена и Сара, съпруга на дъщеря им Норма, Фернандо Ескандон, и тъста му, дон Мартин Асеведо, пенсиониран военен, който е парализиран. Бракът на Норма и Фернандо е уреден от доня Габриела, за да скрие, че Норма е била жертва на изнасилване, и не е консумиран. Отделно от това, Габриела е влюбена във Фернандо, затова принуждава дъщеря си да се омъжи за него, за да го държи близо до себе си.
Въпреки че Бернардо е влюбен в Либия Рейес, скромна млада жена, той знае, че не би могъл да се ожени за нея, тъй като Габриела, доста деспотична и много старомодна жена, никога не би му дала развод. Бернардо е решен да скъса с всичко, за да изживее любовта си с Либия, и решава официално да се представи на братята на младата жена, Хуан, Оскар и Франко Рейес, които не подкрепят връзката им, но я одобряват, тъй като щастието на сестра им зависи от нея. За съжаление Бернардо претърпява инцидент с кон и умира.
По това време Либия открива, че е бременна и разбира, че Бернардо е починал, затова тя решава да отиде в къщата на Елисондо, убедена от съседката си, продавачката на плодове Ортенсия и нейните деца, които я водят във фермата, за да поиска пари, въпреки че се страхува и не е убедена, че трябва да отиде. Когато пристига в дома на Елисондо, доня Габриела я унижава и изсипва цялото си презрение към нея пред цялото си семейство. Либия отчаяно бяга и се самоубива, скачайки от мост.
Когато братята Рейес разберат всичко, те се заклеват да отмъстят за смъртта на сестра си и отиват в ранчото на Елисондо, но не могат да намерят доня Габриела, затова решават да останат там, представяйки се за зидарите, които Габриела е наела, за да построят къща за Норма и Фернандо. Те правят това благодарение на икономката на Елисондо, Ева Родригес, която също иска да отмъсти на Габриела за това, че я е принудила да се откаже от единствената си дъщеря Рут. Междувременно Рут израства като дъщеря на Ракел и Каликсто Урибе, които не могат да заченат дете поради напредналата си възраст. Ракел е заможна възрастна жена и е най-добрата приятелка на Габриела.
При срещата със сестрите Елисондо, Оскар Рейес се опитва да убеди братята си да променят плановете си за отмъщение и да съблазнят сестрите Елисондо, като по този начин им отмъстят, въпреки че това, което той наистина иска, е да се добере до парите им. Хуан не е съгласен с плановете на брат си, но когато се запознава с Норма Елисондо, той променя мнението си, защото незабавно е привлечен от нея. Хуан напълно забравя плановете си за отмъщение, но двойката ще се сблъска с много препятствия по пътя си, които трябва да преодолее. С течение на времето Норма забременява от Хуан и решава да скрие истинския баща на детето си, защото Фернандо и Сара, които мразят Хуан, знаят цялата истина и нямат друг избор, освен да мълчат.
Франко има връзка с красива жена на име Росарио Монтес, която е певица в бар „Алкала“ и е експлоатирана и малтретирана от своя мениджър и любовник Армандо Наваро. Вместо това, Оскар се оплита в мрежата на своето отмъщение, като се влюбва в Химена. Двамата са привлечени и един ден, по взаимно решение, се женят тайно, което придизвиква голям скандал в семейство Елисондо. След като и двамата започват да живеят заедно в къщата на него и братята му, Габриела открива, че Хуан е истинският баща на детето, което Норма очаква, а по-късно и двете сестри откриват, че Рейес всъщност са братя на Либия и се влюбват в тях, за да отмъстят за смъртта на сестра си, затова решават да ги напуснат завинаги и да се върнат при семейството си.
От друга страна, Франко е наранен, тъй като Росарио му изневерява и се жени за Армандо Наваро. С разбито сърце той се жени за Едувина Труеба, възрастна жена, която притежава ранчо, много компании и много пари. В същия ден на сватбата тя умира, оставяйки Франко собственик на всичките ѝ активи. Месеци по-късно Франко среща Сара Елисондо, жена, която го мрази от дъното на душата си (или поне така казва). След толкова много битки, малко по малко той се влюбва в нея, въпреки че тя вече е влюбена в него.

### Втори сезон
Двадесет години след като се събират, животът на семейство Рейес Елисондо е проспериращ и спокоен. Семейството е известно като едно от най-влиятелните в град Сан Маркос, където живеят и правят бизнес. Идиличният им живот обаче се разпада, след като Ерик и Леон Рейес, синовете близнаци на Хуан и Норма, са обвинени в убийство. Това обвинение е само първото от поредица последователни събития, които настъпват, за да разрушат живота на Хуан и Норма, Оскар и Химена, Франко и Сара. Новите поколения Рейес, вече порасналите деца на съответните двойки, също ще се изправят пред предизвикателства, които ще променят живота им завинаги.

## Актьорски състав

### Първи сезон
- Дана Гарсия – Норма Елисондо де Рейес
- Марио Симаро – Хуан Рейес
- Паола Рей – Химена Елисондо де Рейес
- Хуан Алфонсо Баптиста – Оскар Рейес
- Наташа Клаус – Сара Елисондо де Рейес
- Майкъл Браун – Франко Рейес
- Кристина Лилей – Габриела Асеведо де Елисондо
- Хуан Пабло Шук – Фернандо Ескандон
- Хорхе Као – Мартин Асеведо
- Глория Гомес – Ева Родригес
- Ана Лусия Домингес – Рут Урибе/Ливия Рейес
- Шарик Леон – Росарио Монтес де Наваро
- Хуан Себастиян Аргон – Армандо Наваро
- Лорена Меритано – Динора Росалес
- Херман Рохас – Бернардо Елисондо
- Себастиян Боскан – Леандро Сантос
- Мария Маргарита Гиралдо – Ракел Сантос де Урибе
- Консуелио Лузардо – Мелиса де Сантос
- Джовани Суарес Фореро – Бенито Сантос
- Фернандо Коредор – Каликсто Урибе
- Хулио дел Мар – Леонидас Коронадо
- Лейди Нориега – Пепа Рондерос „Пепита“
- Андреа Вилариял – Панчита Лопес
- Педро Рода – Олегарио
- Талу Кинтеро – Едувина Труеба
- Андрес Фелипе Мартинес – Малкълм Риос
- Клеменсия Джулиен – Кармела Гордилио
- Леонела Гонсалес – Белинда Росалес
- Джейми Гутиерес – Хенаро Салинас
- Пилар Алварез – Виолета Вилас
- Алберто Маруланда – Мигел Бараган
- Карлос Алберто Санчес – Маноло Бараган
- Инес Прието – Ортенсия Гаридо де Бараган
- Сигифердо Вега – Филемон Бараган
- Виктор Родригес – Мемо Дуке
- Маргарита Амаго – Росита
- Карлос Дуплат – Агапито Кортез
- Жаклин Ненрикуес – Урсула де Росалес
- Самуел Хернандес – Закариас Росалес
- Рикардо Херера – Антонио Коронадо
- Татяна Хаурегуи – Доминга
- Карменза Гонзалес – Кинтина Каноса
- Ерберт Кинг – Херсон Варгас
- Александър Паласио – Луис Рубински
- Мария Габриела Гарсия – Хуан Давид Рейес

### Втори сезон
- Дана Гарсия – Норма Елисондо де Рейес
- Марио Симаро – Хуан Рейес
- Паола Рей – Химена Елисондо де Рейес
- Хуан Алфонсо Баптиста – Оскар Рейес
- Наташа Клаус – Сара Елисондо де Рейес
- Майкъл Браун – Франко Рейес
- Кристина Лилей – Габриела Асеведо де Елисондо
- Алехандро Лопес – Деметрио Хурадо
- Катерин Порто – Ромина Клементе
- Серхио Гойри – Самуел Кабалеро
- Борис Шьоман – Пабло Гунтер
- Херман Кинтеро – Мартин Асеведо
- Шарик Леон – Росарио Монтес де Наваро
- Татяна Хаурегуи – Доминга
- Карменза Гонзалес – Кинтина Каноса
- Констанса Ернандес – Панчита Лопес
- Бернардо Флорес – Хуан Давид Рейес
- Камила Рохас – Муриел Кабалеро Монтес
- Хуан Мануел Рестрепо – Леон Рейес Елисондо
- Себастиан Осорио – Ерик Рейес Елисондо
- Яре Сантана – Габи Рейес Елисондо
- Херонимо Кантильо – Андрес Рейес Елисондо

## Версии
- Las aguas mansas (1994), оригинална история, Колумбия, с участието на Хуан Карлос Гутиерес, Маргарита Ортега, Хуан Себастиан Арагон, Фабиана Медина, Луиджи Айкарди и Патрисия Малдонадо.
- Огън в кръвта (2008), Мексико, версия от Лиляна Абуд, режисирана от Мигел Корсега, Хорхе Едгар Рамирес и Алберто Диас и продуцирана от Салвадор Мехия за Телевиса, с участието на Адела Нориега, Едуардо Яниес, Елисабет Алварес, Хорхе Салинас, Нора Салинас и Пабло Монтеро.
- Gavilanes (2010), Испания, с участието на Родолфо Санчо, Роджър Беруесо, Алехандро Албарасин, Клаудия Басолс, Диана Паласон и Алисия Санс.
- Земя на честта (2014), САЩ, адаптация от Росана Негрин, с участието на Аарон Диас, Гонсало Гарсия Виванко, Кристиан де ла Кампа, Ана Лорена Санчес, Кимбърли дос Рамос и Скарлет Грубер.
- Pasión de Amor (2015), Филипини, Джейк Куенка, Ехай Фалкон, Джузеф Марко, Арси Муньос, Елън Адарна и Колин Гарсия.

## В България
В България първи сезон на теленовелата започва излъчване на 27 май 2004 г. по bTV и завършва на 14 февруари 2005 г. Ролите се озвучават от Ева Демирева, Ангелина Славова, Здрава Каменова, Радослав Рачев, Кирил Бояджиев и Сава Пиперов. През 2005 – 2006 г. започва повторно излъчване. На 30 юни 2012 г. започва следващото излъчване по bTV Lady и завършва на 8 декември. Третото повторение на теленовелата започва на 4 март 2013 г. и завършва на 14 октомври.
На 17 август 2023 г. започва втори сезон по bTV Lady и завършва на 8 декември. Ролите се озвучават от Татяна Захова, Мина Костова, Емил Емилов, Виктор Иванов и Петър Бонев, като обработката е на Саунд Сити Студио. На 22 юли 2024 г. започва повторно излъчване по BTV, което завършва на 14 ноември. Третото излъчване започва на 24 октомври 2024 г. по bTV Story и завършва на 14 февруари 2025 г.